# Europsko prvenstvo u košarci za žene – Italija 1968.
Europsko prvenstvo u košarci za žene 1968. godine održalo se u Italiji 1968. godine.